# ヒストリーボーイズ
『ヒストリーボーイズ』（The History Boys）は、2006年制作のイギリスの映画。本国イギリスでローレンス・オリヴィエ賞を受賞し、トニー賞でも6部門を制覇した同名舞台を舞台のキャストそのままで映画化。また、2014年に日本でも舞台化された。

## ストーリー
1983年、イングランド・シェフィールドのグラマースクールの進学クラスで学ぶ8人は、名門のオックスフォード大学やケンブリッジ大学を目指し学問に励んでいた。
学校の老教師ヘクターは彼らが人間として豊かな教養を身につけることを考え、歌や詩、演技などを使った個性的な授業を行っていた。しかし校長はオックスフォード大卒の若手教員アーウィンを招き、他の授業の時間を削減させ、アーウィンによる徹底した受験指導を行うようになる。

## キャスト
- リチャード・グリフィス - ヘクター
- フランシス・デ・ラ・トゥーア - ドロシー・リントット
- スティーヴン・キャンベル・ムーア（英語版） - アーウィン
- クライヴ・メリソン - 校長
- サミュエル・バーネット - ポズナー
- ドミニク・クーパー - デイキン
- ジェームズ・コーデン - ティムズ
- ジェイミー・パーカー（英語版） - スクリップス
- ラッセル・トーヴィー - ラッジ
- サミュエル・アンダーソン（英語版） - クラウザー
- サッシャ・ダーワン - アクタル
- アンドリュー・ノット - ロックウッド
- ペネロープ・ウィルトン - ビビー夫人
- エイドリアン・スカーボロー（英語版） - スタンリー・ウィルクス
- ジョージア・テイラー（英語版） - フィオナ
- イアン・ミッチェル - Oxford Don

## 日本での舞台化
2014年8月29日～9月14日に世田谷パブリックシアター、同年9月18日～21日に森ノ宮ピロティホールにて上演された。

### スタッフ
- 翻訳：常田景子
- 演出：小川絵梨子
- 美術：堀尾幸男
- 照明：原田保
- 音響：長野朋美
- 舞台監督：二瓶剛雄
- 企画・制作：シーエイティプロデュース

ほか

### キャスト
- アーウィン役：中村倫也
- デイキン役：松坂桃李
- ポズナー役：太賀
- スクリップス役：橋本淳
- ラッジ役：小柳心
- アクタール役：渋谷謙人
- ティムズ役：spi
- クラウザー役：大野瑞生
- ロックウッド役：林田航平

- ドロシー役：鷲尾真知子
- 校長役：安原義人
- ヘクター役：浅野和之

ほか